# Trilogy (잉베이 말름스틴의 음반)
《Trilogy》는 1986년 11월 4일, 폴리도르 레코드를 통해 발매된 스웨덴의 기타리스트 잉베이 말름스틴의 세 번째 스튜디오 음반이다. 이 음반은 미국 빌보드 200에서 44위에 올랐고 네덜란드와 스웨덴에서 60위 안에 들었다.

## 배경
《Trilogy》는 1986년에 발매된 말름스틴의 첫 번째 스튜디오 음반으로, 리드 싱어로 마크 볼스가 참여한 음반이다. 볼스는 1985년 말름스틴의 밴드에서 제프 스콧 소토가 떠난 후 잠시 그를 대체했다. 그러나 소토는 음반의 지원 투어 동안인 1986년과 1987년 다시 리드 싱어로 활동했으며, 이후 밴드 크리스트 더 콩커러에 합류했다.
음반의 라이너 노트에서 말름스틴은 1986년 2월 28일 암살당한 스웨덴 총리 올로프 팔메의 기억을 기리며 이 음반을 바쳤다고 언급했다.

## 평가
| 전문가 평가                      | 전문가 평가 |
| 평가 점수                        | 평가 점수   |
| 출처                             | 점수        |
| -------------------------------- | ----------- |
| AllMusic                         | [ 3 ]       |
| Collector's Guide to Heavy Metal | 8/10        |

올뮤직의 스티브 휴이는 3부작에게 5개 중 4개의 별을 주었으며, 이 음반은 1984년 데뷔한 《Rising Force》에 이어 말름스틴의 두 번째 베스트 음반이라고 말했다. 말름스틴의 작곡과 서정적인 실력은 3부작에서 최고조에 달한 반면, 그의 기타 작품은 "턱이 떨어질 정도로 빠르고 기술적으로 까다롭다"는 평을 받았다. 휴이는 〈Dark Ages〉, 〈You Don't Remember, I'll Never Forget〉, 〈Trilogy Suite Op: 5〉를 하이라이트로 선정했다.

## 곡 목록
모든 곡들은 잉베이 말름스틴에 의해 작사/작곡하였다.
| #  | 제목                                      | 재생 시간 |
| -- | ----------------------------------------- | --------- |
| 1. | 〈You Don't Remember, I'll Never Forget〉 | 4:30      |
| 2. | 〈Liar〉                                  | 4:09      |
| 3. | 〈Queen in Love〉                         | 4:04      |
| 4. | 〈Crying〉 (기악)                         | 5:04      |
| 5. | 〈Fury〉                                  | 3:56      |
| 6. | 〈Fire〉                                  | 4:12      |
| 7. | 〈Magic Mirror〉                          | 3:53      |
| 8. | 〈Dark Ages〉                             | 3:54      |
| 9. | 〈Trilogy Suite Op: 5〉 (기악)            | 7:16      |

## 참여 인원
- 잉베이 말름스틴 – 기타, 모그 타우르스, 베이스, 지휘, 편곡, 믹싱, 프로덕션
- 마크 볼스 – 보컬
- 옌스 요한손 – 키보드, 편곡 지원(9번 트랙, 2번 섹션)
- 안데르스 요한손 – 드럼
- 리키 델레나 – 엔지니어링, 믹싱
- 지미 호이슨 – 엔지니어링 지원
- 로빈 레빈 – 엔지니어링 지원